# Hypena caurealis
Hypena caurealis là một loài bướm đêm trong họ Erebidae.